# Luo Fangbo
Luo Fangbo (1738 - 1795), anciennement connu sous le nom de Fang Bo, est né dans la préfecture de Jiaying, dans la province du Guangdong en Chine. Hakka, Il fut le fondateur de la République de Lanfang, et premier président chinois au monde.

## Biographie
Luo Fangbo est né en 1738 dans une communauté Hakka. En octobre 1772, Luo Fangbo échoue aux examens impériaux. Demeurant toujours ambitieux, il décide de s'embarquer avec des centaines d'amis et proches à la recherche d'un travail emploi à Humen, pour Kalimantan, où travaillent déjà de nombreux ouvriers chinois travaillent.
Une forte communauté Hakka existe à Kalimantan. À l'origine, Luo exerce la profession d'enseignant. Cependant, puisqu'il est très cultivé, lettré et ambitieux, et qu'il maîtrise les arts martiaux, il parvient à s'élever au sein de sa communauté, et gagne le respect des populations locales. Son prestige lui vaut d'être élu chef de la communauté chinoise.
À l'époque, 7 kongsi (compagnies minières) différentes sont en compétition. De plus, la Compagnie néerlandaise des Indes orientales envahit l'île dans le but d'établir une colonie. Luo Fangbo lève alors une armée de resistance composée de Chinois et d'indigènes, qui parvient à repousser les Hollandais à deux reprises. Il reçoit alors la reconnaissance du Mandor.
Selon les populations locales, en 1777, Luofang Bo fonde la kongsi de Lanfang, et, en même temps, la République de Lanfang dont la capitale est Dongwan.
A l'est Westlaw est la capitale, mis sur l'établissement de la République de Lanfang[pas clair]. On appelle désormais Luo Fangbo « le chef de la dynastie Tang » et on le connait sous le nom de « Fang Bo ».

## Exploits
Au cours de son mandat, Luo Fangbo supervise le développement et l'amélioration des techniques agricoles, l'expansion des mines, le développement des transports, la fondations d'écoles, la formation d'une armée nationale et l'organisation de formations militaires. Il fonde aussi un arsenal, fabrique des armes à feu, bâtit des défenses solides et entretient des relations commerciales avec la Chine. En 1795, Luo Fangbo meurt à Pontianak des suites d'une maladie, à l'âge de 58 ans. Avant sa mort, il demande que son successeur soit Jiang Bingbo, un homme doué en arts martiaux supérieurs, pour assurer la stabilité de la situation politique.

## Monuments
Le Mandor a un mémorial dédié à son école « Fang Bogong ». Pontianak dispose d'un musée Luo Fangbo et d'un cimetière à son nom. Le collège Meibei, dans sa commune natale de Meixian, possède aussi un musée qui lui est dédié.